# Червена решетка
Червена решетка или смърдяща кошничка (Clathrus ruber) е вид базидиева гъба от семейство Phallaceae. Името произлиза от плодните тела, които са оформени донякъде като кръгла или овална куха сфера с преплетени или решетъчни клони. Въпреки че се счита предимно за европейски вид, червената решетка е внесена в други области и понастоящем има широко разпространение, което включва всички континенти с изключение на Антарктида.

## Разпространение и местообитание
Видът е разпространен в Южна Европа, Макаронезия (Азорските острови и Канарските острови), Западна Турция, Северна Африка (Алжир) и Западна Азия (Иран). В Централна Европа се среща по-рядко и е включена в Червената книга на Украйна.
Гъбата е разширила обхвата си на север към Британските острови. Понастоящем се среща предимно на юг в Англия, в Шотландия, Уелс, Нормандските острови и Ирландия. Среща се и в Съединените щати (Калифорния, Флорида, Джорджия, Хавай, Алабама, Вирджиния, Северна Каролина и Ню Йорк), Канада, Мексико и Австралазия. Видът е докладван и от Южна Америка (Аржентина), Китай, Япония и Карибите.
Видът се среща често самостоятелно или на групи в близост до дървесни отломки върху градинска и обработена почва или тревисти места.

## Описание
Плодовото тяло има формата на яйце и може да достигне височина от 8 до 20 см. Цветът му може да варира от розов до оранжев и червен, и изглежда зависи от температурата и влажността на околната среда. Външната повърхност е оребрена или набръчкана. Спорите са удължени и гладки с размери 4 – 6 на 1,5 – 2 µm.
Гъбата отделя зловонна миризма, донякъде наподобяваща тази на гниещо месо, което привлича мухи и други насекоми, с което се подпомага разпръскването на спорите.

## Консумация
Въпреки че ядливостта на гъбата не е официално документирана, неприятната ѝ миризма би отказала повечето хора да я консумират. По принцип тези гъби се считат за годни за консумация, когато плодното тяло все още не се е разтворило, и дори се считат за деликатес в някои части на Европа и Азия, където се мариноват сурови и се продават на пазарите като „дяволски яйца“.
Доклад от 1854 г. предоставя предупреждение за тези, които обмислят да консумират зрялото плодово тяло. Д-р Ф. Пейр Порчър от Чарлстън, Южна Каролина, описва случай на отравяне, причинено от тази гъба:
| „ | Млад човек, който е консумирал малко от гъбата, след период от шест часа е започнал да страда от болезнено напрежение в долната част на стомаха и е получил силни конвулсии. Той е загубил използването на речта си и е изпаднал в състояние на ступор, което е продължило 48 часа. След приемане на еметик за предизвикване на повръщане, той е изхвърлил фрагмент от гъбата с два червея и слуз, оцветена в кръв. | “ |

Червена решетка обикновено се посочва като негодна за консумация или отровна в много британски публикации за гъби от 1974 до 2008 г. Според Джон Рамсботъм, гъбата причинява рак, а в други части на Франция е известно, че води до кожни обриви и причинява конвулсии.